# Peter Weber (Politiker, 1892)
Peter Weber (* 1892; † nach 1958) war ein deutscher Landwirt und Kommunalpolitiker (CSU).
Peter Weber wurde im Jahr 1948 durch den Kreistag des Landkreises Höchstadt a. d. Aisch zum Landrat gewählt und im Jahr 1952 im Amt bestätigt. Er blieb bis 1958 im Amt, sein Nachfolger war Georg Daßler.